# Pampus
Fort aan het Pampus, conosciuta più semplicemente come Pampus è una piccola isola artificiale dell'IJmeer, nei Paesi Bassi, in prossimità della costa di Durgerdam. L'isola ospita un forte militare, in disuso a partire dagli anni cinquanta.

## Storia
I lavori per la costruzione dell'isola nel Zuiderzee cominciarono nel 1887. Il forte, costruito in calcestruzzo e mattoni e circondato da un glacis, di forma ovale e capace di ospitare 200 militari e quattro cannoni Krupp L35 da 240 mm fu completato e consegnato nel 1895. Insieme alla fortezza di Vuurtoren ha costituito la difesa dell'ingresso del porto di Amsterdam ed è stato, insieme alle altre 41 fortezze che la costituivano, parte della Linea di difesa di Amsterdam. Con il completamento dell'Afsluitdijk nel 1932 il forte perse il suo ruolo strategico e il 15 luglio 1933 i militari lo abbandonarono e rimossero tutta l'artiglieria contraerea.
Durante l'occupazione dei Paesi Bassi durante la seconda guerra mondiale, l'isola fu utilizzata dall'artiglieria navale tedesca come bersaglio per le esercitazioni.
Nel 1952 la proprietà dell'isola passò dalle autorità militari alle autorità civili.

## Stato attuale
Nel 2007, la fortezza fu parzialmente restaurata ed aperta al pubblico. Visitabile da Aprile a Ottobre, può essere raggiunta con un piccolo traghetto da Muiden.